# Xiphulcus megacephalus
Xiphulcus megacephalus är en stekelart som beskrevs av Schwarz 2003. Xiphulcus megacephalus ingår i släktet Xiphulcus och familjen brokparasitsteklar. Inga underarter finns listade i Catalogue of Life.